# Domaine de Grammont

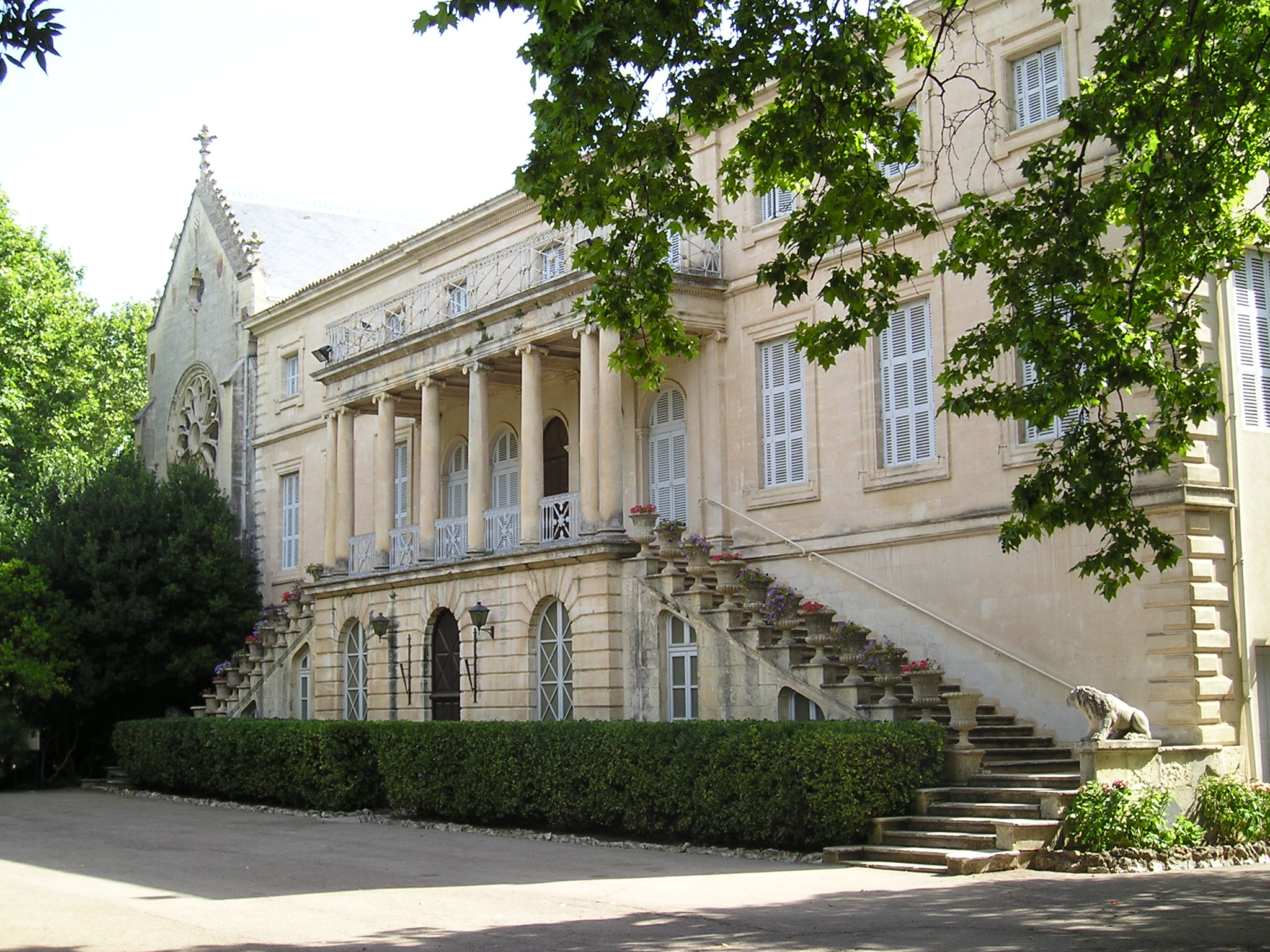
Façade du bâtiment principal du domaine.

Le domaine de Grammont a d'abord été le siège du prieuré Notre-Dame-de-Montaubérou relevant de l'ordre de Grandmont. Il s'est transformé ensuite en une propriété viticole de l'est de Montpellier, devenue depuis les années 1980 un espace consacré aux spectacles et aux sports.

## Localisation
Grammont se situe sur la rive gauche du Lez, à l'est du territoire communal de Montpellier, à la limite avec la commune de Saint-Aunès.
Dans les années 1980, le domaine est isolé de la ville, entouré principalement de vignes.
La desserte initiale est assurée par la route départementale D24 (avenue Albert-Einstein) reliant Montpellier à Mauguio. Rapidement, avec les projets d'urbanisation de l'est montpelliérain, est construite l'avenue Pierre-Mendès-France qui assure une liaison rapide entre Antigone et l'échangeur de l'autoroute A9 à la hauteur duquel se trouve le domaine de Grammont.
Malgré l'extension du quartier du Millénaire dédié aux hautes technologie et la création d'Odysseum dédié aux commerces et loisirs, le domaine reste isolé de l'urbanisation grâce à la survie de plusieurs autres domaines viticoles, dont les « folies » du château de Flaugergues et de Montaubérou à l'ouest.

## Histoire
En 1174, les Grandmontains s'installent sur un domaine dépendant du chapitre cathédral de Maguelone. La chapelle a été construite vers 1180 (en même temps que l'ensemble des bâtiments conventuels), le chevet a été refait en 1225. Le prieuré est appelé "Notre-Dame-de-Montaubérou".
Le pape Jean XXII érige la celle Notre-Dame-de-Montaubérou en prieuré pour 17 religieux, et y rattache 3 autres celles : le Sauvage (diocèse de Rodez), le Peyroux (diocèse de Cahors), et Montézargues (diocèse d'Avignon).
Pendant les guerres de Religion (XVIe siècle), le prieuré est partiellement ruiné. En 1701, il est donné au séminaire de Montpellier. Vendu comme bien national en 1790, l'aile ouest est reconstruite durant le premier quart du XIXe siècle.
La chapelle est reconstruite entre 1895 et 1897 à l'emplacement de la précédente par l'architecte Pierre Arribat, avec des sculptures d'Auguste Baussan et des vitraux de Louis-Charles-Marie Champigneulle.

## Activités et aménagements

### Activités municipales
Le château au centre du domaine a vu ses jardins conservés et entretenus. Il sert de mairie annexe pour les cérémonies des mariages civils, le parc de stationnement du domaine étant plus facilement accessible que ceux du centre-ville où se trouve la mairie.
Face aux difficultés d'extension du cimetière Saint-Lazare situé au nord-est du péricentre de Montpellier, a été aménagé le cimetière Saint-Étienne et construit un complexe funéraire à l'est du domaine.

### Chapelle Sainte-Philothée

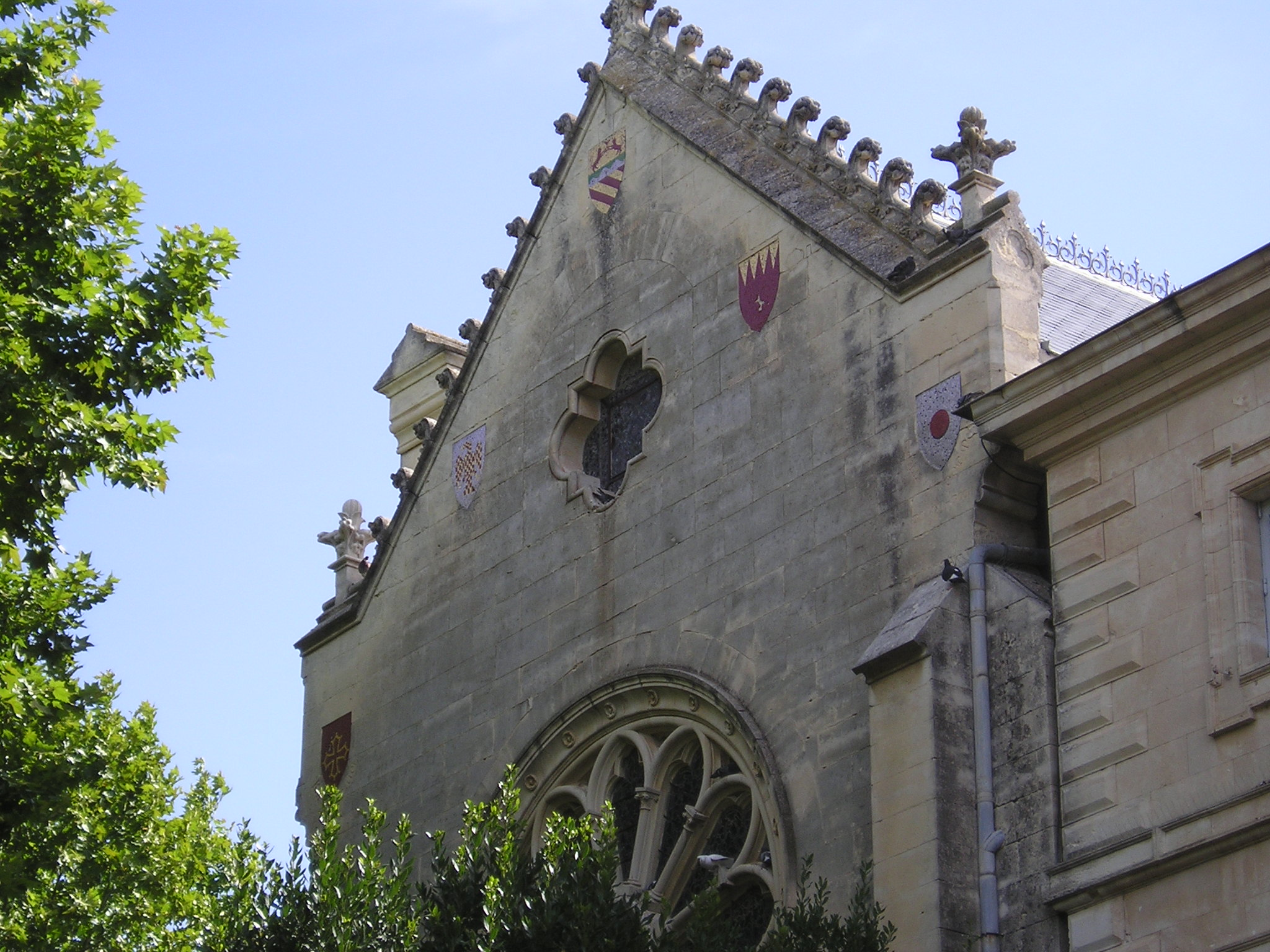
La façade de la chapelle.

La chapelle du domaine, dénommée chapelle Sainte-Philothée, sert actuellement à l'exercice du culte chrétien orthodoxe du Métropole orthodoxe grecque de France, partie de l'Église orthodoxe de Constantinople.

### Spectacles

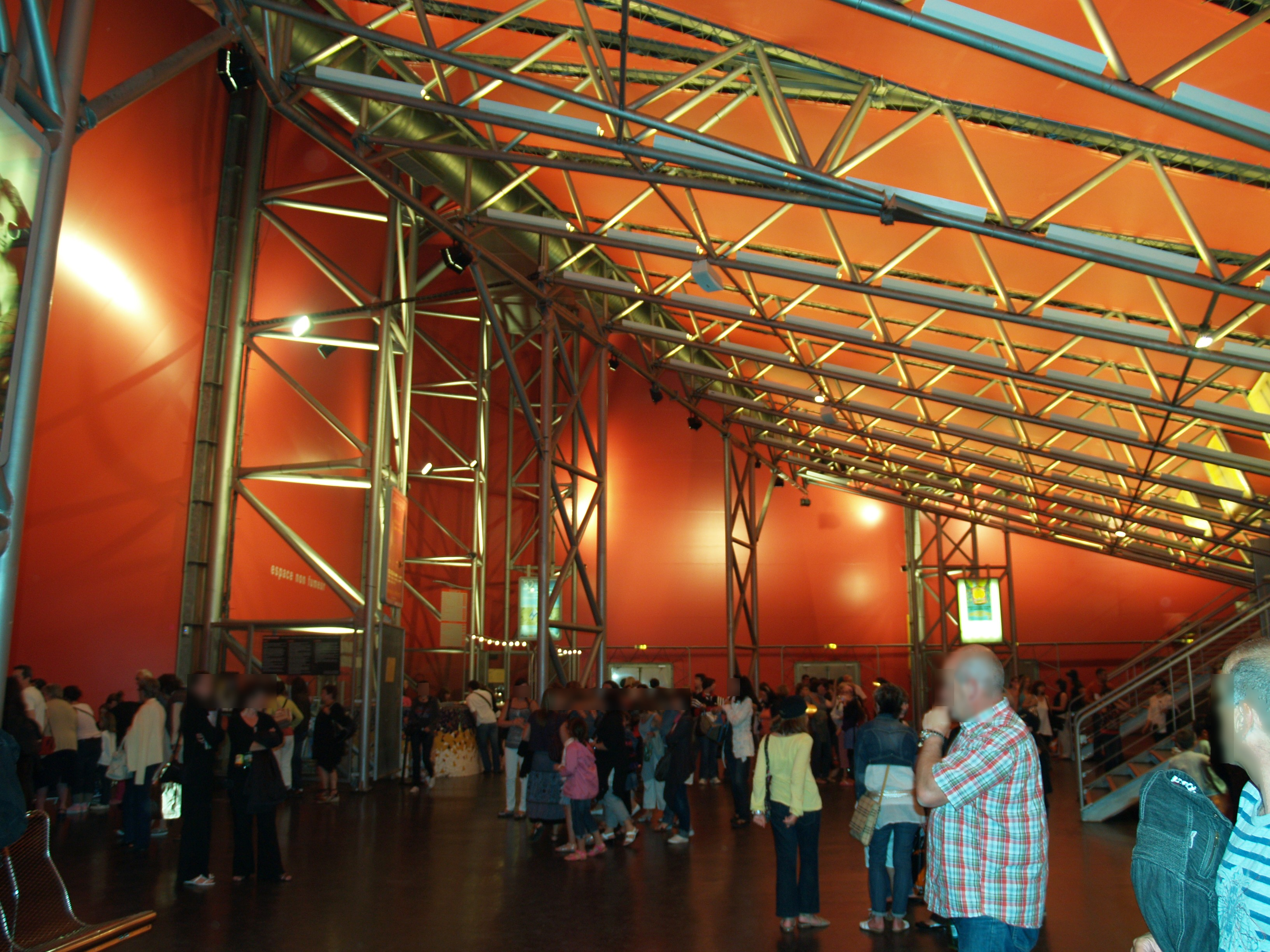
Hall d'entrée du Zénith Sud.

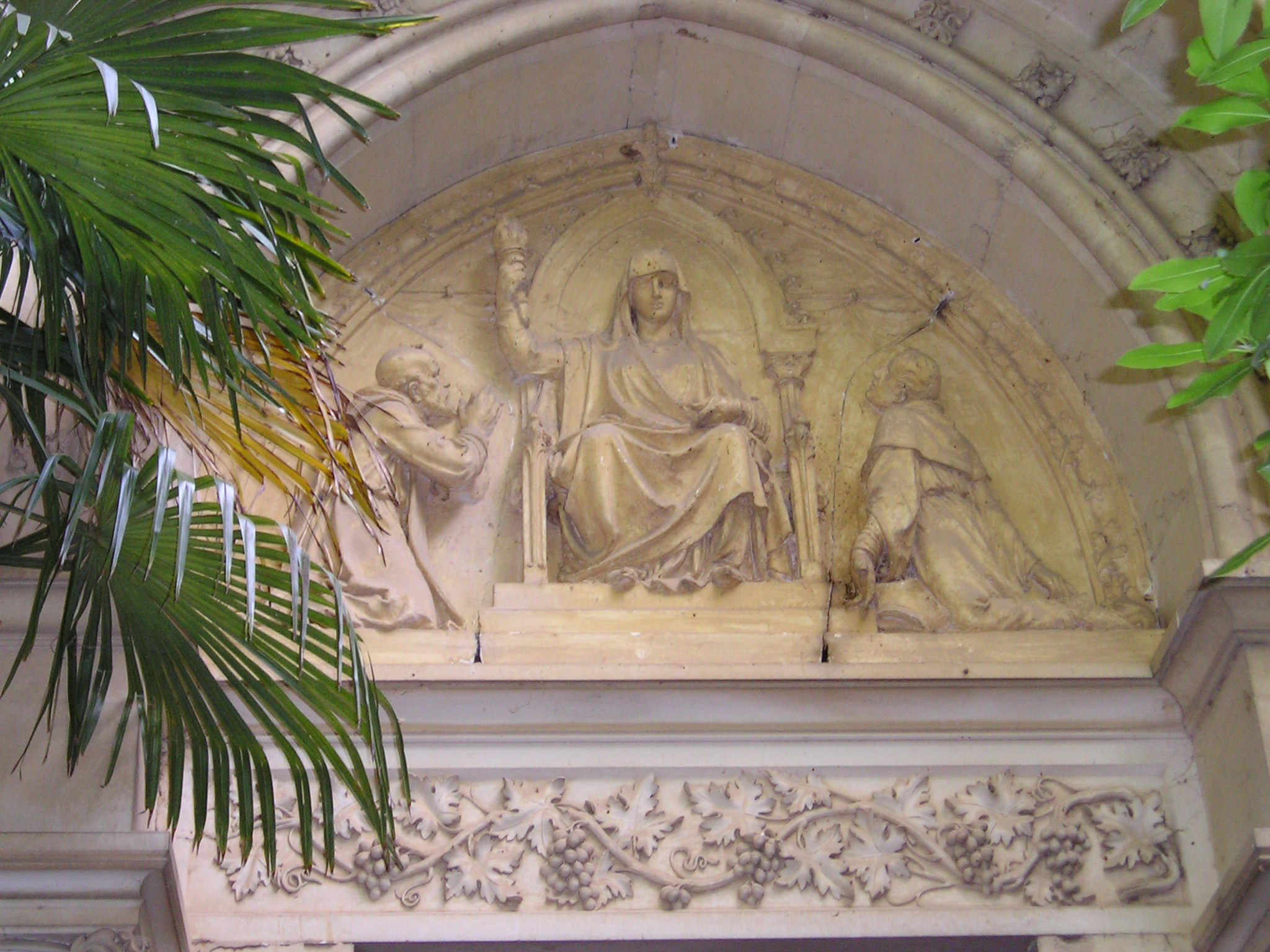
Le tympan de la chapelle.

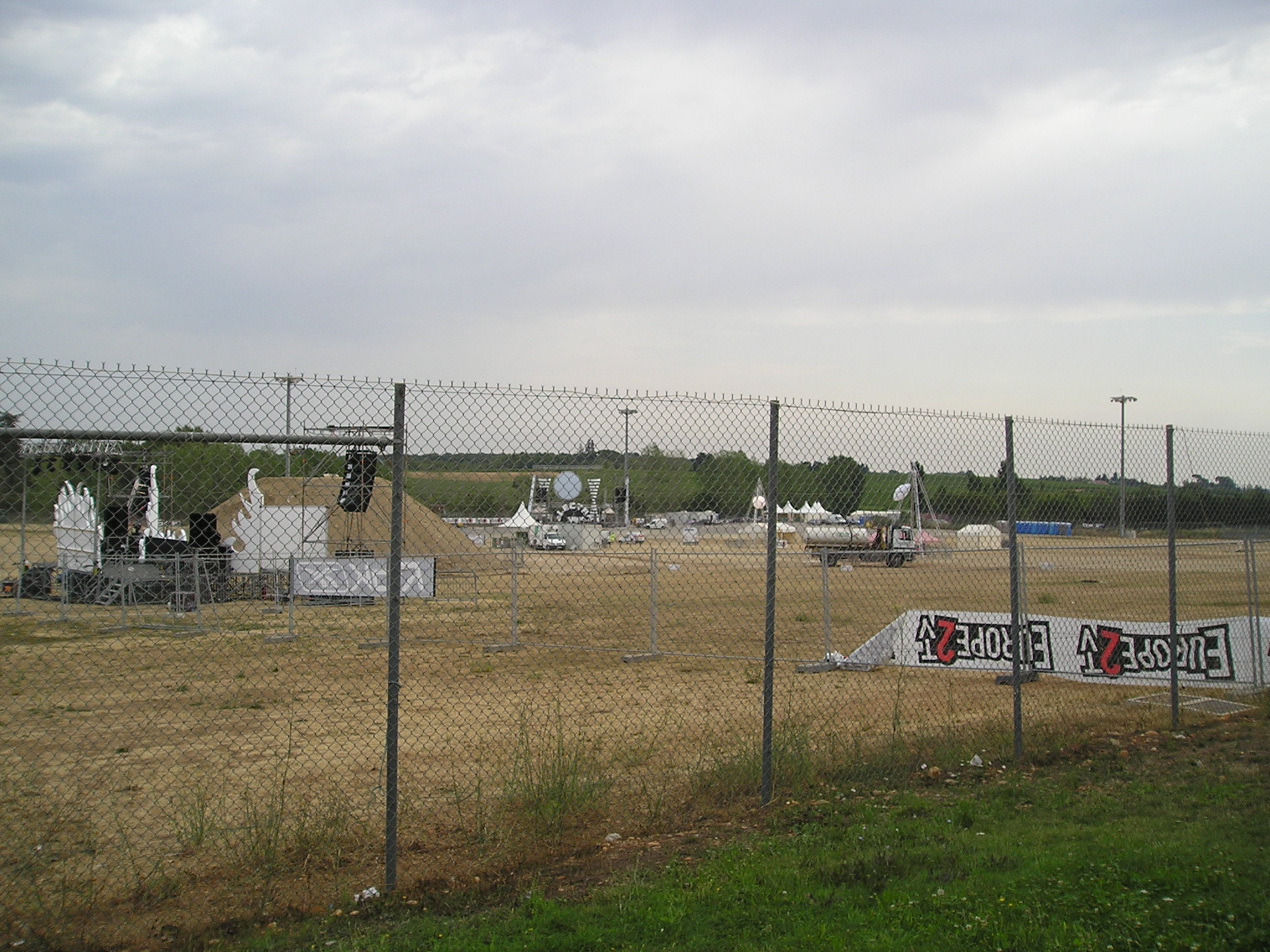
L'Espace rock en cours d'aménagement avant un concert en juillet 2006.

Inauguré le 6 février 1986, le Zénith Sud est le fleuron du domaine. Première salle de spectacle de type Zénith construite en régions, elle peut accueillir 6 300 spectateurs sur 5 000 m2. En 2000, lors d'une rénovation, sa toile gris métal a été remplacée par une toile jaune.
Pour les concerts et festivals attirant plusieurs milliers de personnes (rock, techno, etc.), l'Espace Grammont est gardé en friche au nord du domaine à cette fin. Il remplace depuis le début des années 1990 le site de l'ancien stade de Richter qui avait cet usage depuis le milieu des années 1980.
Un théâtre, situé entre le château et l'Espace rock, accueille les représentations du Théâtre des Treize Vents.

### Activités sportives

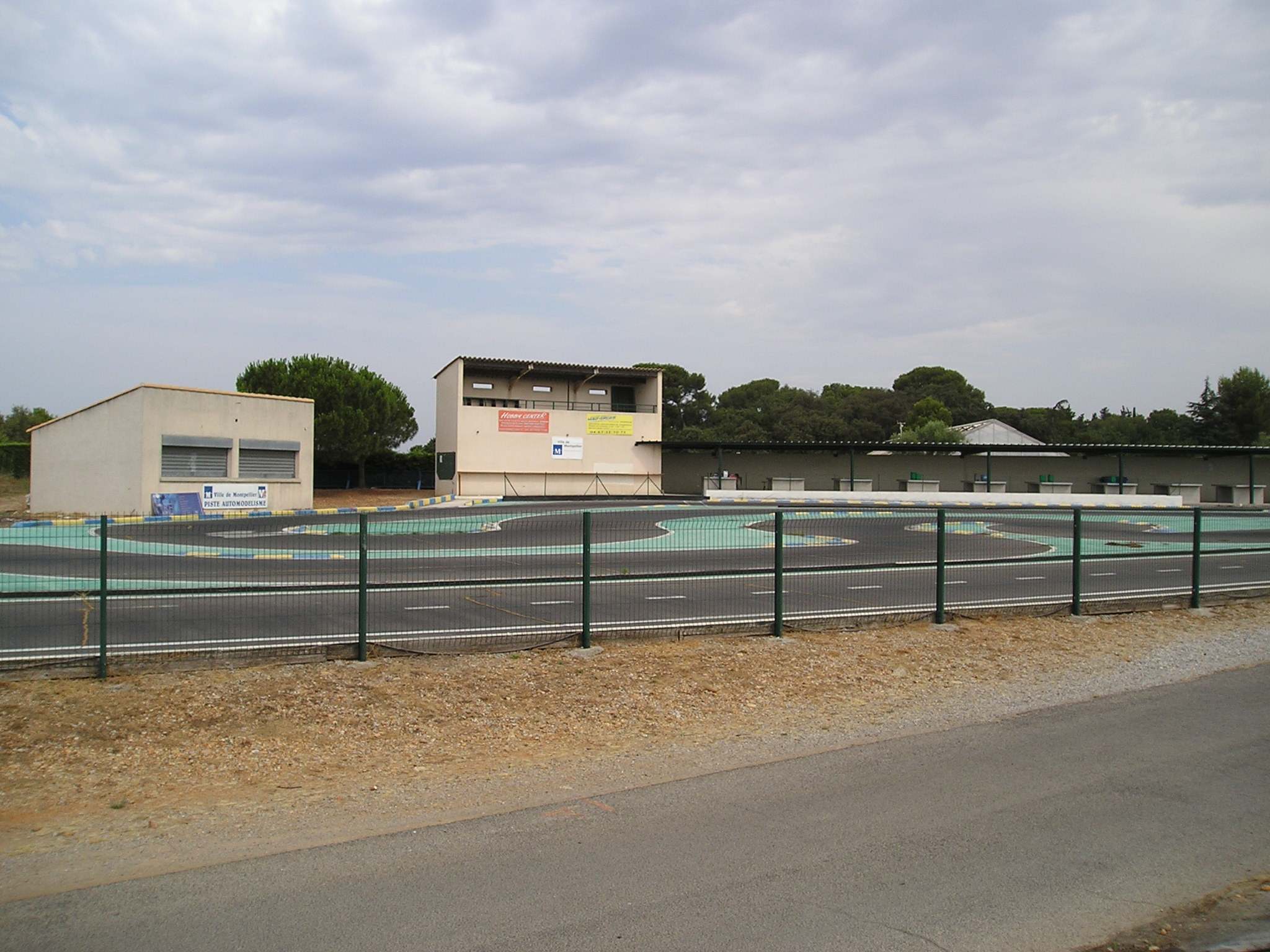
La piste d'automodélisme.

La moitié ouest du domaine et quelques terrains à l'est du Zénith Sud sont consacrés aux sports :
- parcours sportif dans un bois de pins au nord ; composé de diverses stations d'exercices.
- centre équestre ;
- piste d'automodélisme ;
- skatepark (et bmx park) ;
- terrains de tennis ;
- terrains de basket ;
- terrains en herbe pour la pratique du football principalement.

Le Montpellier Hérault Sport Club, club professionnel de football, a son siège dans le domaine. L'équipe y effectue ses entraînements alors que son actuel la Mosson, est situé à l'extrémité ouest de la ville.

### Art
Au point culminant du parc dédié au parcours de santé se trouve le marbre Hécate et Cerbère (1866) de la sculptrice Marcello. Cette statue commandée par Napoléon III reste quelques années à Paris avant d'être attribuée à la ville de Montpellier en 1889. Elle est dans un premier temps installée sur la Promenade du Peyrou. En 1956 elle est déplacée sur la place Renaudel à Celleneuve puis, classée en 1981, elle est réinstallée en 1986 dans le parc du domaine de Grammont. La statue y est toujours visible, bien que mutilée.

### Autres
Entre les terrains de football et le parcours sportif, se trouve un centre de compostage.